# خانات نخجوان

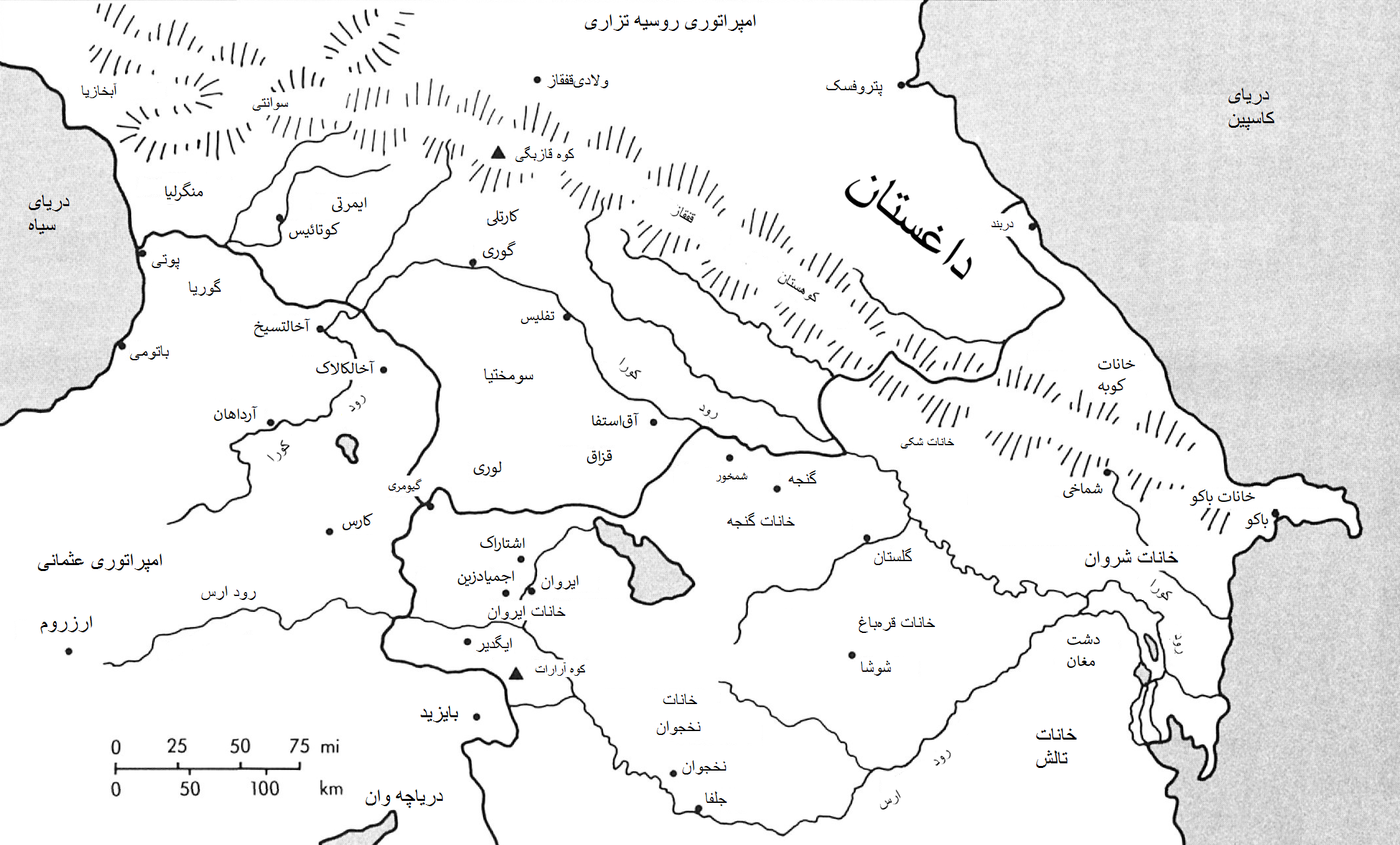
نقشه قفقاز در اوایل قرن نوزدهم میلادی

خانات نخجوان یکی از خاناتی  بودند که در دوره افشاریه در سال ۱۷۴۷ در نخجوان واقع در شمال ایران بنیان گذاشته شدند. قلمرو این خانات جایی است که امروزه جمهوری خودمختار نخجوان و استان وایوتس‌جور ارمنستان هستند.این خانات به خاطر شهر پایتخت این خانات یعنی نخجوان به این نام شهرت گرفت. سرانجام در تاریخ ۲۱ فوریه ۱۸۲۸ میلادی مطابق معاهده ترکمنچای از ایران جدا و به امپراتوری روسیه پیوست.

## تاریخ
تا دوران فروپاشی دودمان صفوی، نخجوان به عنوان بخشی از قلمروی حکومتی ولایت ایروان شناخته می‌شد.